# Numenius borealis
Il chiurlo boreale (Numenius borealis Forster, 1772) è un rarissimo uccello della famiglia degli Scolopacidae.

## Tassonomia

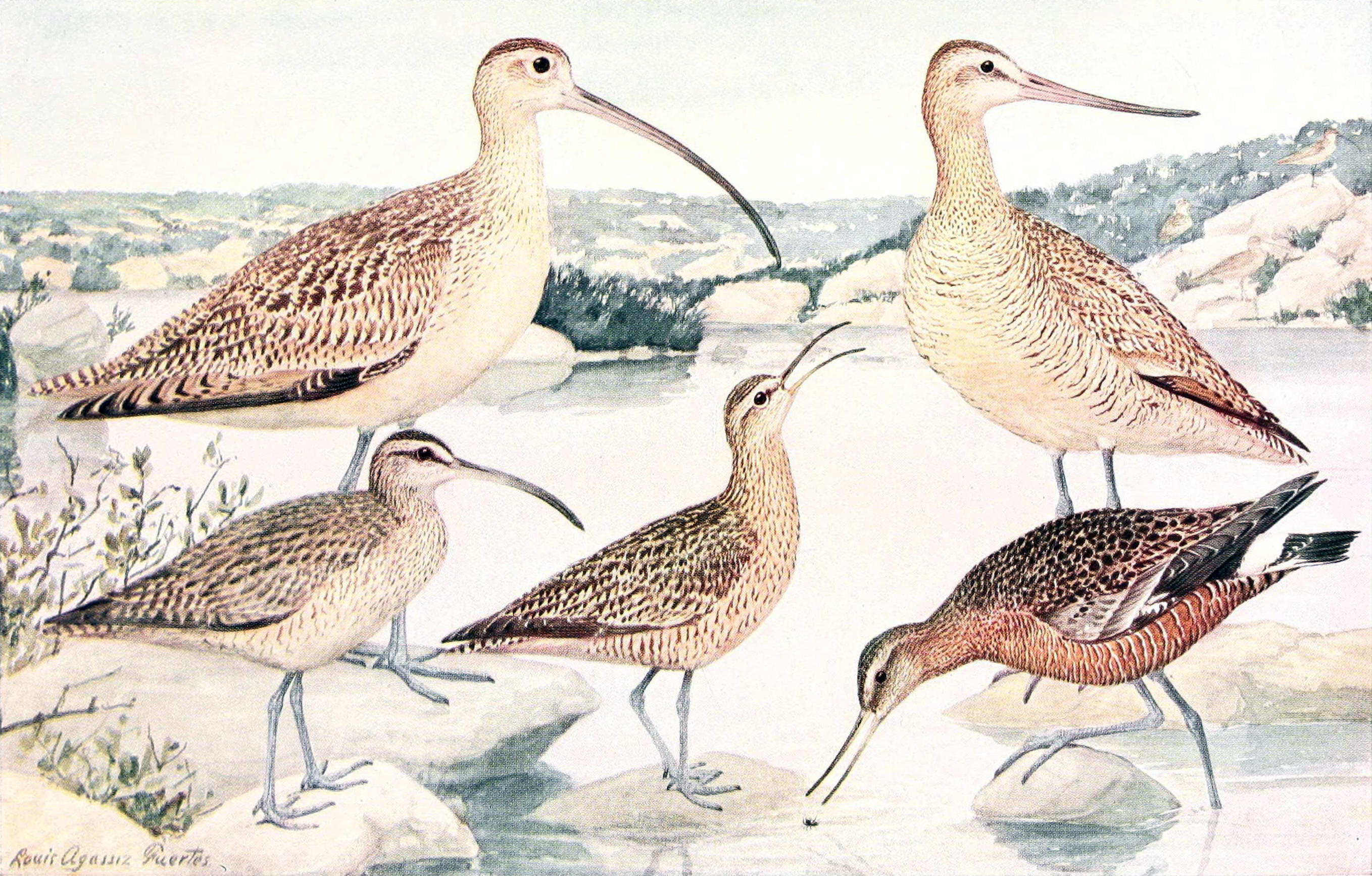
Illustrazione (il chiurlo boreale è il centrale) da Louis Agassiz Fuertes

Il chiurlo boreale è una delle otto specie di chiurlo ed è classificata con loro nel genere "Numenius". È stato usato nel genere separato  Mesoscolopax .  Numenius  è Classificato nella famiglia Scolopacidae, ordine dei  Charadriiformi. Altre specie in quella famiglia comprendono beccaccia, falaropo e beccaccino.
La specie fu descritta da Johann Reinhold Forster nel 1772. Il nome generico ha tre possibili etimologie. La prima, dal greco "noumenios". "Noumenios" significa "della luna nuova", il sottile becco di questa specie sarebbe paragonato ad una sottile mezzaluna. Una seconda possibilità è che il nome del genere sia derivato dalla parola latina numen, che significa "cenno" e riferendosi alla testa che questa specie tiene piegata avanti e indietro. La possibilità finale è che "Numenius" è una forma latinizzata del greco "noumenios", che era la parola che Diogene Laerzio ha usato per riferirsi a una specie di chiurli . Il nome specifico borealis è latino per "boreale", "del nord".

## Descrizione
I chiurli boreali sono piccoli, di circa 30 centimetri di lunghezza. Gli adulti hanno lunghe gambe grigiastro scuro, il becco è lungo e leggermente curvo verso il basso. Le parti superiori sono screziate di marrone, la pancia e le parti inferiori del piumaggio sono marrone chiaro. In volo le ali mostrano un rivestimento di piume color terra di Siena . Sono simili in apparenza alla Numenius hudsonicus, la sottospecie americana del chiurlo piccolo, ma di dimensioni più ridotte.
Di fatto l'unico modo certo di distinguere il chiurlo boreale è l'analisi della parte inferiore delle penne remiganti disserrate. Il suo canto è poco documentato, ma Include suoni chiari e fischiati.
il chiurlo boreale forma una coppia di specie parallele, ecologicamente equivalenti, con il numero  Numenius minutus , ma rispetto al suo parente asiatico è leggermente più grande, più lungo, con gambe più corte e dal tono del piumaggio più caldo.

## Distribuzione e habitat
Si teme che il chiurlo boreale possa essere estinto, perché l'ultimo avvistamento accertato risale al 1963, a Barbados. Questo uccello nidificava in Canada, tra Cape Bathurst e Point Lake nei Territori del Nord-Ovest; nel resto dell'anno era presente anche in Siberia, in Alaska e nel New England. In inverno migrava a sud, soprattutto nel Sud America meridionale (Cile e Argentina, ma anche in Brasile, Paraguay e Uruguay). Era di passo nei Caraibi, in Messico e nel Sud America settentrionale.